# Leptolepis
Leptolepis (van Grieks: λεπτός leptós, 'gering' en Grieks: λεπίς lepis 'schub') is een geslacht van uitgestorven straalvinnige vissen die leefden in het Jura. Er is een dozijn soorten in dit geslacht benoemd.

## Beschrijving
Leptolepis was ongeveer 8,5 centimeter lang en leek oppervlakkig gezien op de niet-verwante moderne haring. Terwijl meer basale teleosten zoals Pholidophorus een skelet hadden dat bestond uit een combinatie van bot en kraakbeen, leek Leptolepis op moderne teleosten doordat het een skelet had dat volledig uit bot bestond. Een andere moderne ontwikkeling bij Leptolepis waren de cycloïde schubben, die niet bedekt waren met ganoïne zoals bij meer basale teleosten. Deze twee ontwikkelingen maakten het zwemmen gemakkelijker, omdat de benige ruggengraat nu beter bestand was tegen de druk die werd veroorzaakt door de S-bewegingen die tijdens het zwemmen werden gemaakt.
Massagraven van Leptolepis hebben aangetoond dat de soorten waarschijnlijk in scholen leefden die enige bescherming boden tegen roofdieren terwijl de dieren zich voedden met plankton aan het wateroppervlak. Pelagosaurus was een bekende predator van Leptolepis, aangezien er een fossiel van Pelagosaurus is gevonden met resten van Leptolepis in zijn maag. Clarkeiteuthis is bekend van drie exemplaren met Leptolepis in zijn vangarmen, wat erop wijst dat Leptolepis waarschijnlijk de meest voorkomende prooi van Clarkeiteuthis was.

## Vondsten
Vondsten zijn bekend uit Afrika (Tanzania), Australië (New South Wales), Europa (Engeland, Duitsland, Oostenrijk en Frankrijk) en Noord-Amerika (Nevada). Vanwege hun sociale gedrag, werden de fossielen van deze vissen in groten getale aangetroffen in gesteenten.

## De Morrison cf.Leptolepis
Alleen bekend van een enkel, bijna compleet skelet dat gevonden is in Rabbit Valley, Colorado. Het is een 13 centimeter grote vis met een dieper lichaam dan zijn soortgenoten Morrolepis en Hulettia. De Morrison cf. Leptolepis had waarschijnlijk een levend gewicht van ongeveer 37 gram. Het is de enige bekende teleoste vis uit de formatie en was morfologisch meer afgeleid dan andere Morrison vissen. Een specifiek voorbeeld van apomorfie bij cf. Leptolepis is zijn 'modernere staartstructuur' in vergelijking met Morrolepis. Aangenomen wordt dat hij zich voedde met vis en kleine ongewervelden.